# Marija L'vova-Belova
Marija Alekseevna L'vova-Belova (in russo Мария Алексеевна Львова-Белова?; Penza, 25 ottobre 1984) è una politica e attivista russa, Commissario per i Diritti dei Bambini presso l’Ufficio del Presidente della Federazione Russa dal 2021, Senatrice del Consiglio federale tra il 2020 e il 2021 per l'oblast' di Penza e membro della Camera pubblica della Federazione Russa (2017–2019). Responsabile di numerosi progetti di beneficenza, dal 16 giugno 2022 è sotto le sanzioni di vari paesi (Gran Bretagna, Australia, Canada, Unione europea, Stati Uniti) per aver sostenuto la guerra russa contro l'Ucraina.
Il 17 marzo 2023 la Corte penale internazionale dell'Aja ha emesso un mandato di arresto nei suoi confronti nonché nei confronti del Presidente Vladimir Putin per la deportazione di bambini dall'Ucraina in Russia nell'ambito dell'invasione del paese a partire dal 2022.

## Biografia
Nata e cresciuta a Penza, nella Russia europea, ha studiato presso un liceo linguistico e si è diplomata nel 2002 presso la Scuola di cultura e arti Aleksandr Andreevič Archangel'skij in direzione d'orchestra; successivamente ha lavorato come insegnante di chitarra, studiando contemporaneamente presso l'Accademia statale di cultura di Samara.

Nel 2008 ha co-fondato e poi diretto un'organizzazione pubblica regionale a Penza denominata Blagovest per la promozione dell'adattamento sociale. Successivamente nel 2014 ha fondato e poi diretto un'altra organizzazione denominala Kvartal Lui, dedicata all'aiuto dei giovani con disabilità rimasti senza cure parentali.

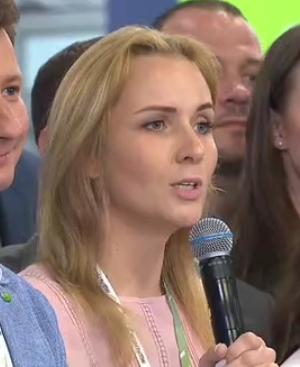
Marija L'vova-Belova nel 2020

Nel 2017, su iniziativa di Marija L'vova-Belova, ha iniziato a operare a Penza "Casa della Veronika", la prima pensione in Russia per giovani con un grado di disabilità grave. Il 21 novembre 2018 ha presentato i progetti per l'adattamento sociale delle persone disabili in un incontro con Dmitrij Medvedev, Primo ministro della Federazione Russa e con rappresentanti di organizzazioni senza scopo di lucro. Nel 2018 L'vova-Belova ha presentato il progetto per realizzare una residenza ("Nuove Rive") per giovani con varie forme di disabilità. 
Dal 2011 al 2014 e dal 2017 al 2019 è stata membro della Camera civica dell'oblast' di Penza, mandato sovrapposto a quello presso la Camera civica della Federazione Russa. Nel 2019 è stata eletta co-presidente del quartier generale regionale del Fronte Popolare Panrusso.
Nel 2019, L'vova-Belova è entrata a far parte del partito Russia Unita (la tessera le è stata consegnata il 23 novembre dal primo ministro Dmitrij Medvedev). Il 24 novembre è stata eletta al Presidium del Consiglio Generale della Russia Unita, ed è diventata co-presidente del gruppo di lavoro per il sostegno alla società civile. Nel settembre 2020, il governatore rieletto dell'oblast' di Penza, Ivan Belozercev, l'ha nominata membro del Consiglio della Federazione russa per l'oblast' di Penza. Dopo le elezioni anticipate del 2021, è stata riconfermata da Oleg Mel'ničenko.

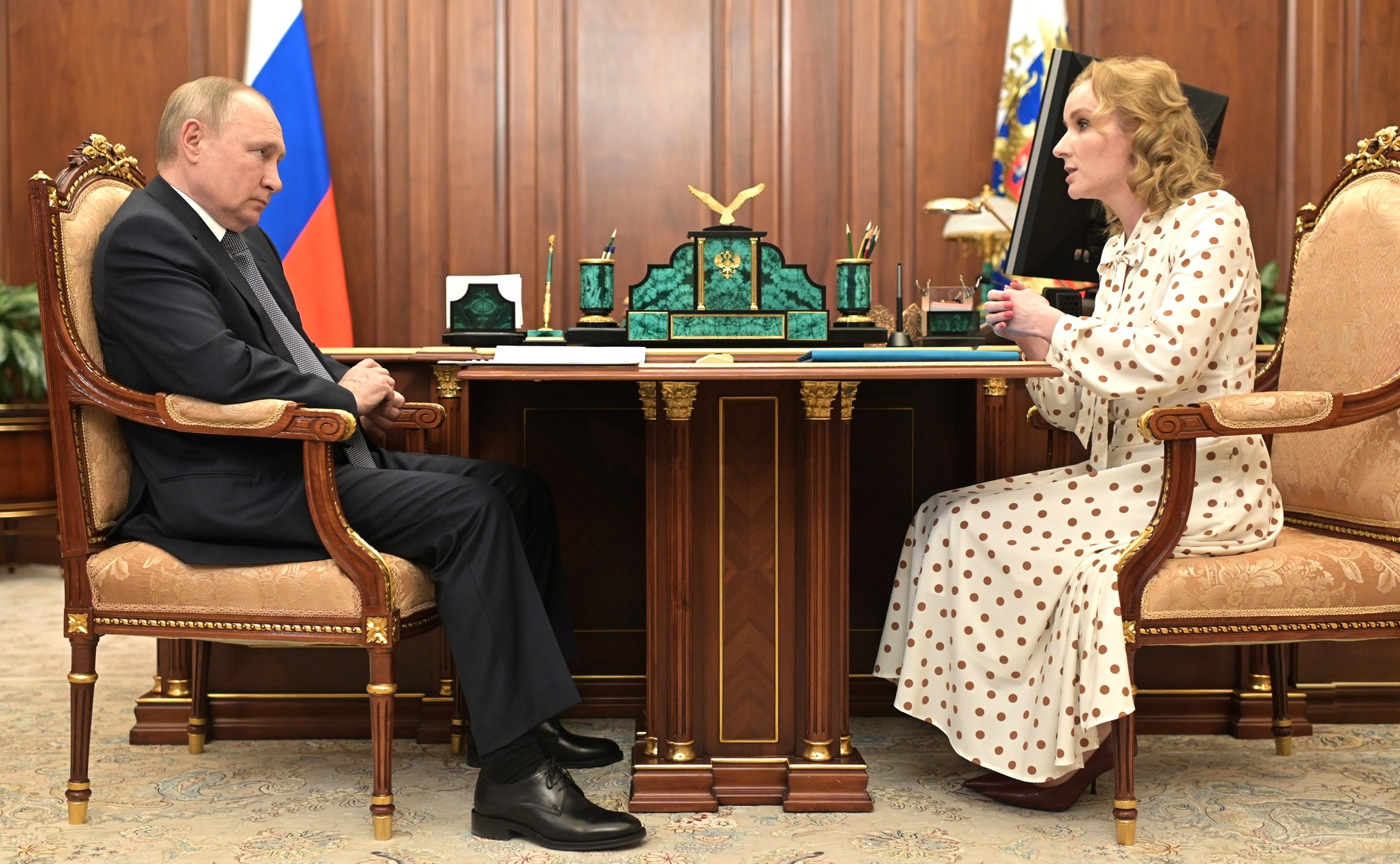
Marija L'vova-Belova a colloquio col Presidente della Federazione Russa Vladimir Putin (marzo 2022)

Il 27 ottobre 2021, il presidente russo Vladimir Putin ha nominato la senatrice Marija L'vova-Belova Commissario federale per i diritti dei bambini, un mese dopo che la precedente commissaria, Anna Kuznecova, era diventata deputata. 
L'vova-Belova è stata accusata da funzionari ucraini e britannici di aver supervisionato la deportazione forzata e l'adozione di bambini dall'Ucraina durante l'invasione russa dell'Ucraina del 2022. A seguito dell'invasione, è stata sanzionata dal Regno Unito nel giugno 2022, dall'Unione Europea nel luglio 2022, dagli Stati Uniti nel settembre 2022 e dal Giappone nel gennaio 2023. 
La Corte penale internazionale dell'Aja ha emesso nei suoi confronti un mandato di arresto con l'accusa di essere responsabile della deportazione illegale di bambini dall'Ucraina alla Russia durante l'invasione insieme al Presidente Vladimir Putin.

## Attività sociali

### Quartiere Louis
Il 1º novembre 2014, su iniziativa di Marija L'vova-Belova, è stato aperto a Penza un progetto di beneficenza "Quartiere Luis" (in russo Квартал Луи?, Kvartal Lui). Il suo obiettivo principale è la preparazione alla vita indipendente e l'adattamento di giovani adulti con varie forme di disabilità dopo il periodo negli orfanotrofi e collegi. "Quartiere Louis" comprende tre siti di residenza assistita: "Casa su Berëzovskij", "Casa della Veronica", "Nuove Rive". Il progetto di beneficenza prende il nome dal leggendario musicista jazz Louis Armstrong.

### Casa su Berëzovskij
“Casa su Berëzovskij” (in russo Дом на Берёзовском?, Dom na Berëzovskom) è uno dei primi format di residenza assistita per disabili in Russia. Il progetto opera sul principio: alloggio, formazione, lavoro. Per i diplomati degli orfanotrofi con disabilità, il progetto diventa una piattaforma cuscinetto tra un'istituzione sociale e una vita indipendente. Per questo progetto, Marija L'vova-Belova, insieme a suo marito, ha ricostruito e adattato la sua casa a Penza, trasferendosi a casa dei suoi genitori. I suoi primi inquilini furono cinque giovani in sedia a rotelle.

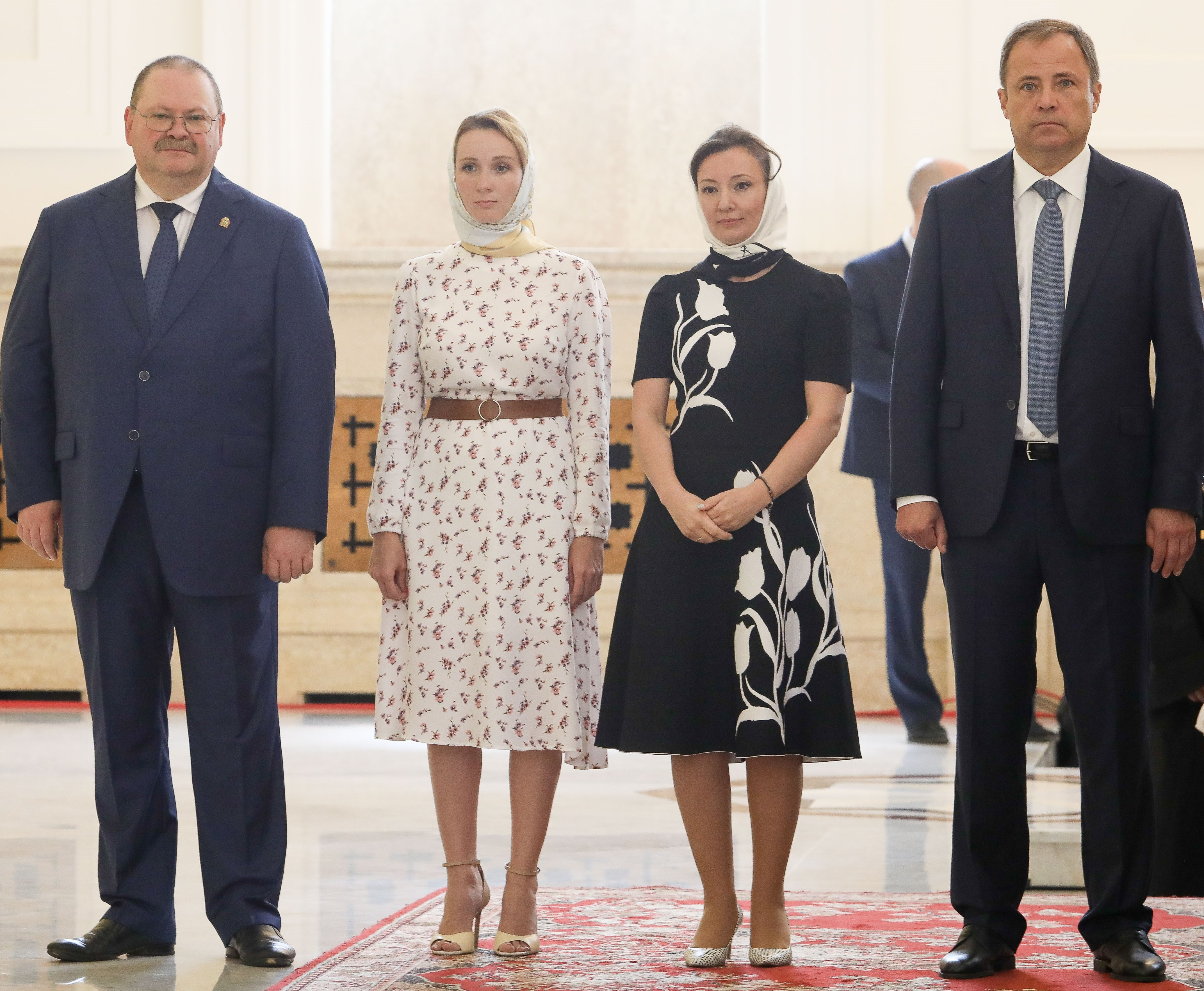
Il Governatore della Regione di Penza O. V. Mel'ničenko, il Commissario del Presidente della Federazione Russa per i Diritti del Bambino M. A. L'vova-Belova, il Vice Presidente della Duma di Stato A. J. Kuznecova, il Plenipotenziario del Presidente della Federazione Russa nel Volga I. A. Komarov alla cerimonia di consacrazione nella Cattedrale Spasskij a Penza

### Casa della Veronica
Il 21 giugno 2017, su sua iniziativa, ha iniziato a funzionare a Penza "Casa della Veronica" (in russo  Дом Вероники?, Dom Veroniki), il primo pensionato attivo in Russia per giovani con un grado di disabilità grave. Alla cerimonia di apertura hanno partecipato il Ministro del Lavoro e della Protezione Sociale della Federazione Russa, Maksim Topilin, il Rappresentante Plenipotenziario del Presidente della Federazione Russa nel Distretto Federale del Volga Michail Babič, il Capo dell'Inguscezia Junus-bek Evkurov e il Governatore della Regione di Penza, Ivan Belozercev. Maksim Topilin ha espresso la sua ammirazione per questo progetto, definendolo "unico" e lo ha anche citato come un esempio riuscito di lavoro con bambini con disabilità, la cui pratica è consigliabile utilizzare. Michail Babič ha espresso l'opinione che sia importante replicare il progetto per creare un collegio attivo per giovani con gravi disabilità in altre regioni. Junus-bek Evkurov ha incaricato il governo dell'Inguscezia di "studiare l'esperienza degli specialisti di Penza e adottare le loro pratiche", su suo invito, Marija L'vova-Belova ha visitato l'Inguscezia nell'agosto 2017 come esperta di socializzazione delle persone disabili.

### Nuove Rive
Nel dicembre 2019, nel villaggio di Bogoslovka, distretto di Penza, ha avuto luogo l'apertura dell'edificio "Nuove Rive" (in russo Новые берега?, Novye berega), in costruzione su iniziativa di Marija L'vova-Belova, dove le persone con disabilità e le famiglie che allevano bambini con disabilità vivranno e realizzeranno progetti sociali. Allo stesso tempo, i suoi primi residenti (30 persone provenienti da 5 regioni della Russia) hanno celebrato una festa di inaugurazione.

## Vita privata
Nel 2003 ha sposato Pavel Kogel'man, sacerdote metropolita ortodosso, ed è madre-tutrice di 23 figli, cinque dei quali biologici (nati rispettivamente nel 2005, nel 2007, nel 2010, nel 2014 e nel 2018), e 18 adottati, tra cui un giovane ucraino proveniente da Mariupol' e 13 bambini collocati all'interno delle varie organizzazioni da lei gestite.